# Euonymus chloranthoides
Euonymus chloranthoides là một loài thực vật có hoa trong họ Dây gối. Loài này được Y.C.Yang mô tả khoa học đầu tiên năm 1945.